# Óscar Tabárez
Óscar Washington Tabárez Silva (* 3. března 1947 Montevideo) je bývalý uruguayský fotbalista a trenér uruguayské reprezentace, kterou vedl od roku 2006 do roku 2021.

## Trenérská kariéra

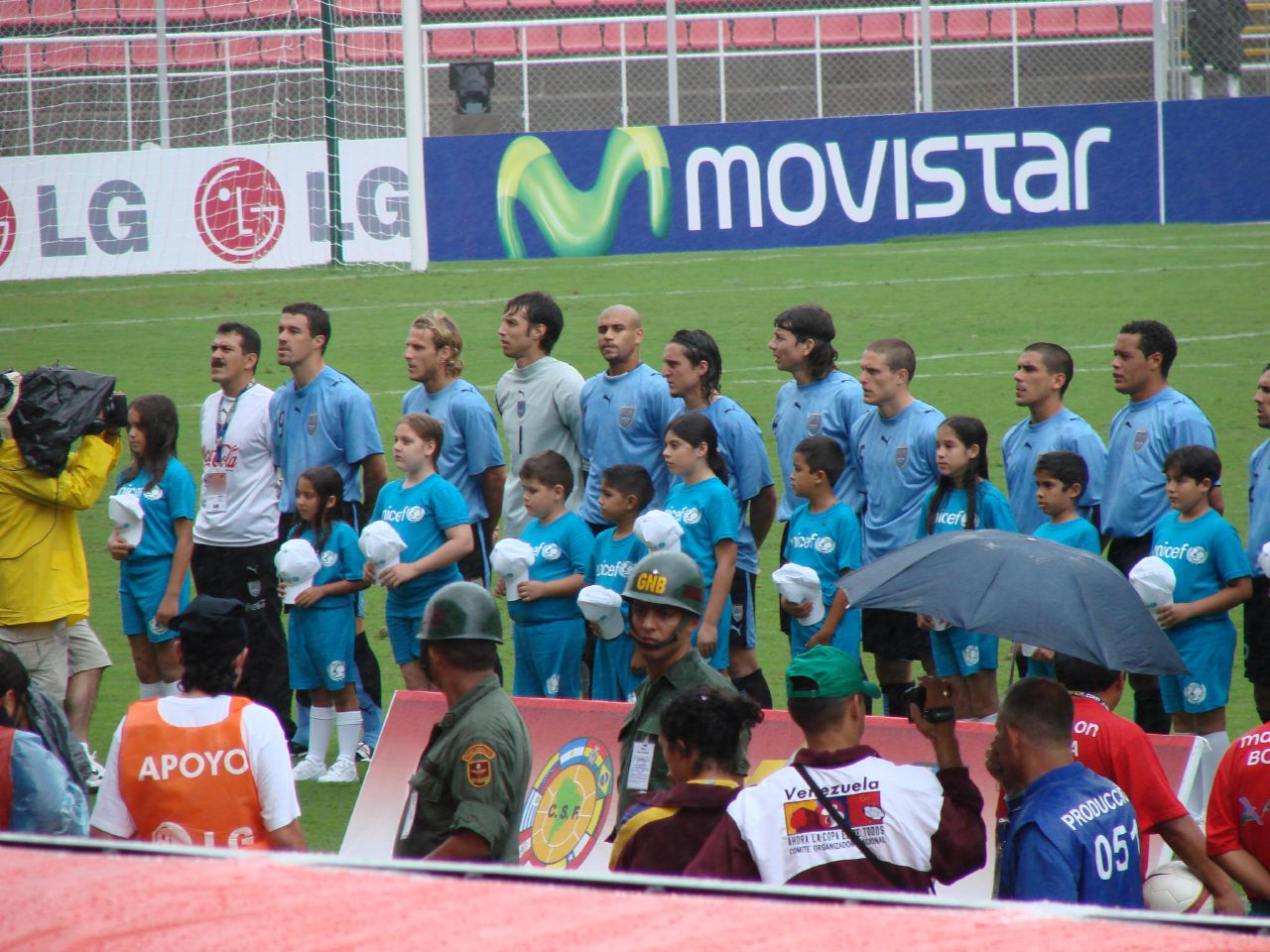
Uruguay na Copa América (2007)

Tabárez se funkce trenéra své rodné Uruguaye chopil po neúspěšné kvalifikaci na Mistrovství světa 2006, kdy se zemi nepodařilo proniknout na závěrečný turnaj potřetí z posledních čtyř pokusů (výjimkou bylo Mistrovství světa 2002).
Premiéra proti Tunisku v přátelském zápase 2. června 2006 skončila výhrou 3:1 po penaltách, které následovaly po remíze 0:0.
Roku 2007 se mezi červnem a červencem konal jihoamerický turnaj Copa América, který Uruguay započala porážkou 0:3 s Peru. Díky gólu Vicenteho Sáncheze nadešla proti Bolívii ve druhém zápase výhra 1:0.
Po remíze 0:0 s pořadatelskou zemí v podobě Venezuely postoupily ze skupiny obě mužstva, aby se vzájemně střetly o čtyři dny později ve čtvrtfinále. Uruguay tentokráte vyhrála 3:1 a následné semifinále měla čelit obhajující Brazílii.
Soupeř se dvakrát ocitl ve vedení, ovšem trefy Diega Forlána a za Álvara Recobu střídajícího Sebastiána Abreua vyrovnaly skóre na 2:2. Došlo na penaltový rozstřel, ve kterém uspěli Brazilci 5:4. Po zápase se rozpoutala potyčka, Tabárezovi svěřenci posléze opustili hřiště, on sám se nakonec ani neúčastnil tiskové konference.
Zápas o třetí místo s Mexikem prohrála Uruguay 1:3, přestože vedla zásluhou Abreua o jeden gól.
Pod jeho taktovkou zahájil národní tým kvalifikaci domácím zápasem s Bolívií a zvládl ji po výhře 5:0. Do 50. minuty skórovala celá útočná trojice Diego Forlán–Luis Suárez–Sebastián Abreu, zbylé dva góly přidali střídající „žolíci“ Vicente Sánchez a Carlos Bueno.
Tabárez zahájil kampaň rozestavením 3–4–3, v taktických změnách pokračoval napříč kvalifikačními boji.
Postupem času učinil brankářskou jedničkou Fernanda Musleru na místo staršího a zkušenějšího Fabiana Cariniho.
V listopadu 2009 sehrála Uruguay baráž proti Kostarice, která měla rozhodnout o postupu na Mistrovství světa, které v následujícím roce pořádala Jihoafrická republika. První venkovní zápas Uruguay vyhrála zásluhou gólu stopera a zároveň kapitána Diega Lugana.
Domácí odveta se odehrála 19. listopadu a Uruguay v ní remizovala 1:1, na světové mistrovství se kvalifikovala jako poslední ze 32 účastníků.
Tabárez se na Mistrovství světa představil podruhé v kariéře. Uruguay nepatřila k favoritům a na domácí scéně nebyly do národního týmu vkládány velké naděje, ale podle sportovních žurnalistů měla potenciál překvapit.
Konečná nominace byla oznámena 11. května, měsíc před začátkem mistrovství.
Zahrnovala kromě jiných klíčové útočníky Forlána a Suáreze, defenzivního záložníka Waltera Gargana nebo tvořivého záložníka Nicoláse Lodeira, kterého Tabárez prvně nasadil teprve v baráži. Do nominace nezahrnul křídelního útočníka Cristiana Rodrígueze, který v kvalifikaci odehrál 15 zápasů, kvůli čtyřzápasovému distancu by však nemohl odehrát první dva zápasy.
Nevzal s sebou ani brankáře Cariniho se 75 reprezentačními starty, ale nízkou zápasovou „porcí“ na klubové úrovni.
Uruguay zahájila turnaj 12. června zápasem proti Francii, z něhož se urodila bezgólová remíza, v níž měli převahu spíše francouzští hráči.
O pět dní později se Uruguayci postavili pořadateli Jihoafrické republice a vyhráli 3:0 díky dvěma gólům Diega Forlána.
Ještě zlepšený výkon přinesl 23. června zápas s Mexikem, ve kterém vyhráli Tabárezovi svěřenci 1:0 a opanovali svoji skupinu ziskem sedmi bodů. Prvnímu místu napomohlo i čisté konto ve všech třech zápasech.
Osmifinále s Jižní Koreou odehrané 26. června rozhodl dvěma góly Luis Suárez, čímž se Uruguay vměstnala mezi poslední osmici od roku 1970.
Postup do semifinále se povedl také díky Suárezovi, který v poslední minutě prodloužení rukou vyrazil na úrovni brankové čáry. Udělená penalta nebyla Ghanou zužitkována a v penaltovém rozstřelu uspěli poměrem 4:2 hráči Uruguaye.
Semifinálový souboj s Nizozemskem svedli Tabárezovi svěřenci 6. července jako poslední zástupce Jižní Ameriky a bez potrestaného Luise Suáreze. Forlán sice vyrovnal na 1:1, soupeř se však dostal do dvougólového vedení, které jen zdramatizoval Álvaro Pereira.
Shodným výsledkem 2:3 dopadl i zápas o třetí místo s Německem, ve kterém na pozdní gól soupeře mohl zareagovat Forlán, jeho přímý kop ale narazil na břevno.
Dne 21. září 2018 prodloužil smlouvu do roku 2022.

## Osobní život
Tabárez chodí s berlemi, trpí totiž neuropatií, konkrétně Guillainovým–Barrého syndromem, který mu byl diagnostikován v roce 2016.